# Kolpotocheirodon
Kolpotocheirodon is een geslacht van straalvinnige vissen uit de familie van karperzalmen (Characidae).